# Liste der Monuments historiques in Mercey-le-Grand
Die Liste der Monuments historiques in Mercey-le-Grand führt die Monuments historiques in der französischen Gemeinde Mercey-le-Grand auf.

## Liste der Immobilien
| Bezeichnung      | Beschreibung           | Standort               | Kennzeichnung | Schutzstatus | Datum | Bild           |
| ---------------- | ---------------------- | ---------------------- | ------------- | ------------ | ----- | -------------- |
| Kirche St-Martin | ab dem 13. Jahrhundert | Rue de l’Église (Lage) | PA00101670    | Inscrit      | 1926  | weitere Bilder |

## Liste der Objekte
| Bezeichnung                                             | Beschreibung                                                                         | Standort                       | Kennzeichnung | Schutzstatus | Datum | Bild |
| ------------------------------------------------------- | ------------------------------------------------------------------------------------ | ------------------------------ | ------------- | ------------ | ----- | ---- |
| Zwölf-Apostel-Retabel                                   | Stein, Ende des 15. Jahrhunderts                                                     | in der Kirche St-Martin (Lage) | PM25000926    | Classé       | 1916  |      |
| Weihwasserbecken                                        | Stein, 18. Jahrhundert                                                               | in der Kirche St-Martin (Lage) | PM25002215    | Inscrit      | 1975  |      |
| Zwei Skulpturen: Mater dolorosa und Johannes Evangelist | aus einer Kreuzigungsgruppe; Holz, ehemals farbig gefasst, Ende des 18. Jahrhunderts | in der Kirche St-Martin (Lage) | PM25002216    | Inscrit      | 1984  |      |
| Gemälde Stiftung des Rosenkranzes                       | Ölfarbe auf Leinwand, Ende des 17. Jahrhunderts                                      | in der Kirche St-Martin (Lage) | PM25002217    | Inscrit      | 2003  |      |